# Tomorr
Der Tomorr (albanisch auch Tomorri, selten auch Tomor resp. Tomori) ist mit 2415 m ü. A. einer der höchsten Berge im südlichen Albanien: nur der Gramoz und die Nemërçka sind höher. 4000 Hektar Fläche rund um den Berg sind als Nationalpark Tomorr geschützt.

## Geographie

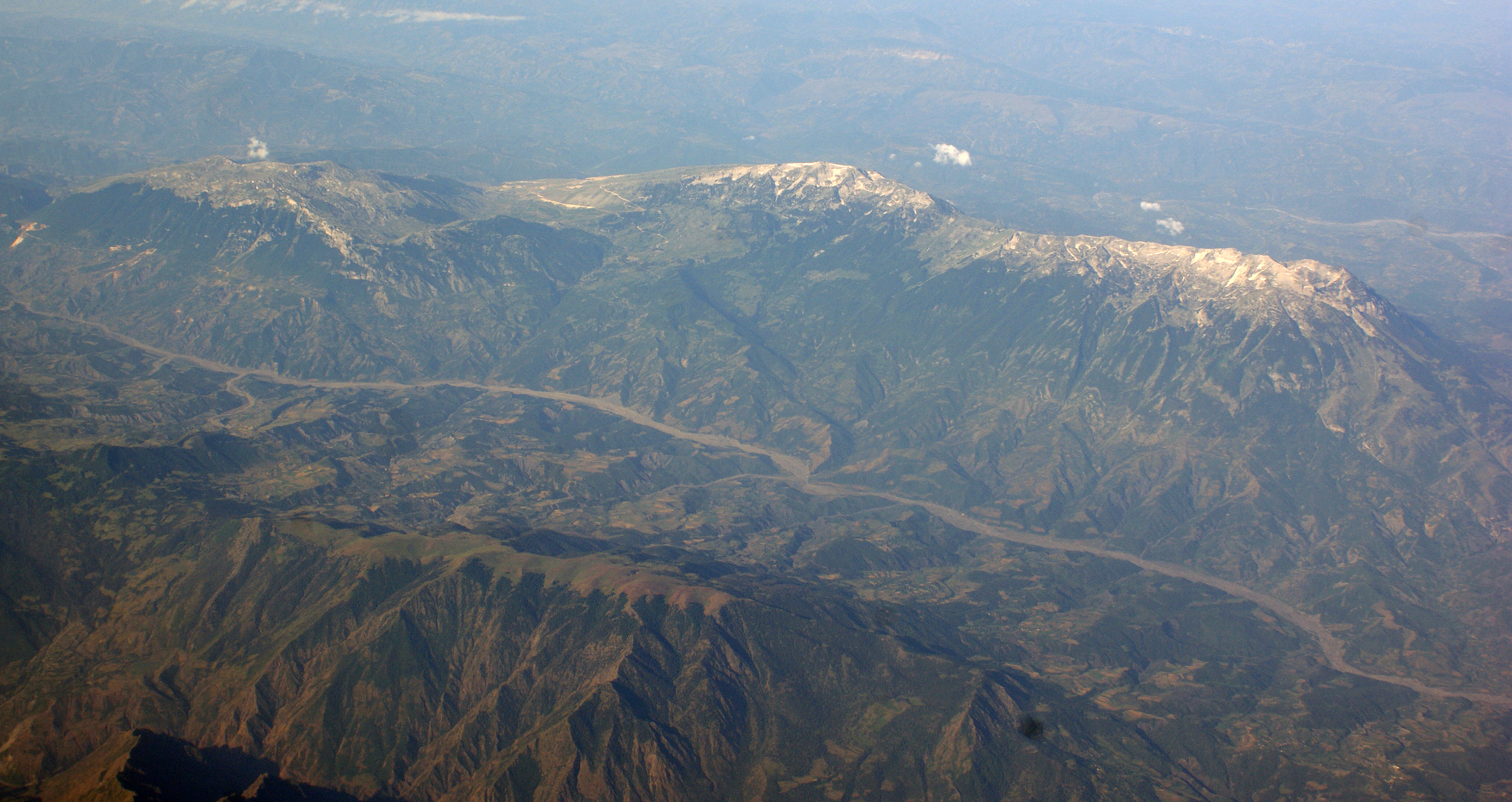
Die Ostseite des Berges mit dem Fluss Tomorrica

Der Tomorr liegt östlich der Stadt Berat zwischen den Tälern des Osum und der Tomorrica, ein linker Nebenfluss des Devoll. Das Massiv erhebt sich südlich von Elbasan aus der mittelalbanischen Tiefebene und zieht sich über Dutzende von Kilometern in nord-südlicher Richtung hin.
Der Berg hat zwei Hauptgipfel: im Norden die 2415 m ü. A. hohe Çuka e Partizanit respektive Maja e Partizanit, rund acht Kilometer entfernt die Südspitze mit 2402 m ü. A. Mit Maja e Tomorrit wird auf Karten hingegen meist eine Erhebung einige hundert Meter nördlich der Südspitze bezeichnet, die 2379 m ü. A. misst. Weitere rund zehn Kilometer trennen die Südspitze vom südöstlich gelegenen Berg Mali i Kulmakut, mit 2174 m ü. A. die dritte wichtige Erhebung im Massiv.

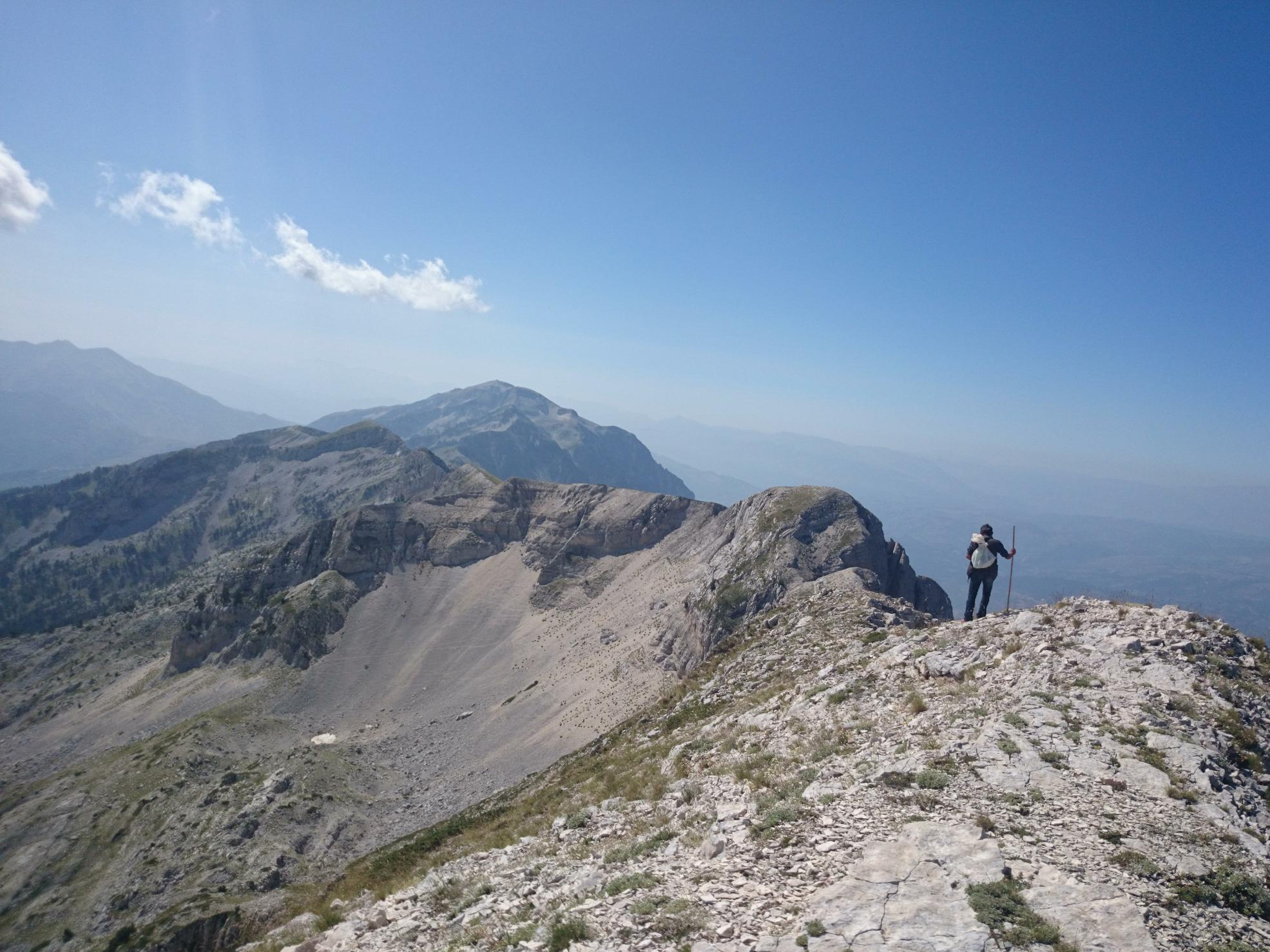
Grat bei der Nordspitze

Der Tomorr ist eine Antiklinale aus Kalkstein. Insbesondere im nördlichen Bereich finden sich Karstformen. Am Übergang zum Flysch im Westen treten mehrere bedeutende Quellen hervor. Im Osten findet sich Konglomeratsgestein.
Der lange Grat zwischen den beiden Hauptgipfeln ist im nördlichen Bereich rund um die Çuka e Partizanit beidseitig steil abfallend, felsig und stark verklüftet, in einem mittleren Teilstück recht breit und bewaldet, im Süden um den Maja e Tomorrit eine schmale, kahle Kuppe.
Der Fluss Tomorrica auf der Ostseite trägt den gleichen Namen wie der Berg.
Westlich vom Tomorr liegt die Stadt Poliçan, am südwestlichen Ende des Massivs Çorovoda, der Hauptort der Region Skrapar. Straßen führen von beiden Orten aus zum Kulmak-Pass und von dort bis auf den Südgipfel. Dieser gilt als der höchste Punkt, der in Albanien mit Fahrzeugen erreicht werden kann.

## Heiliger Berg

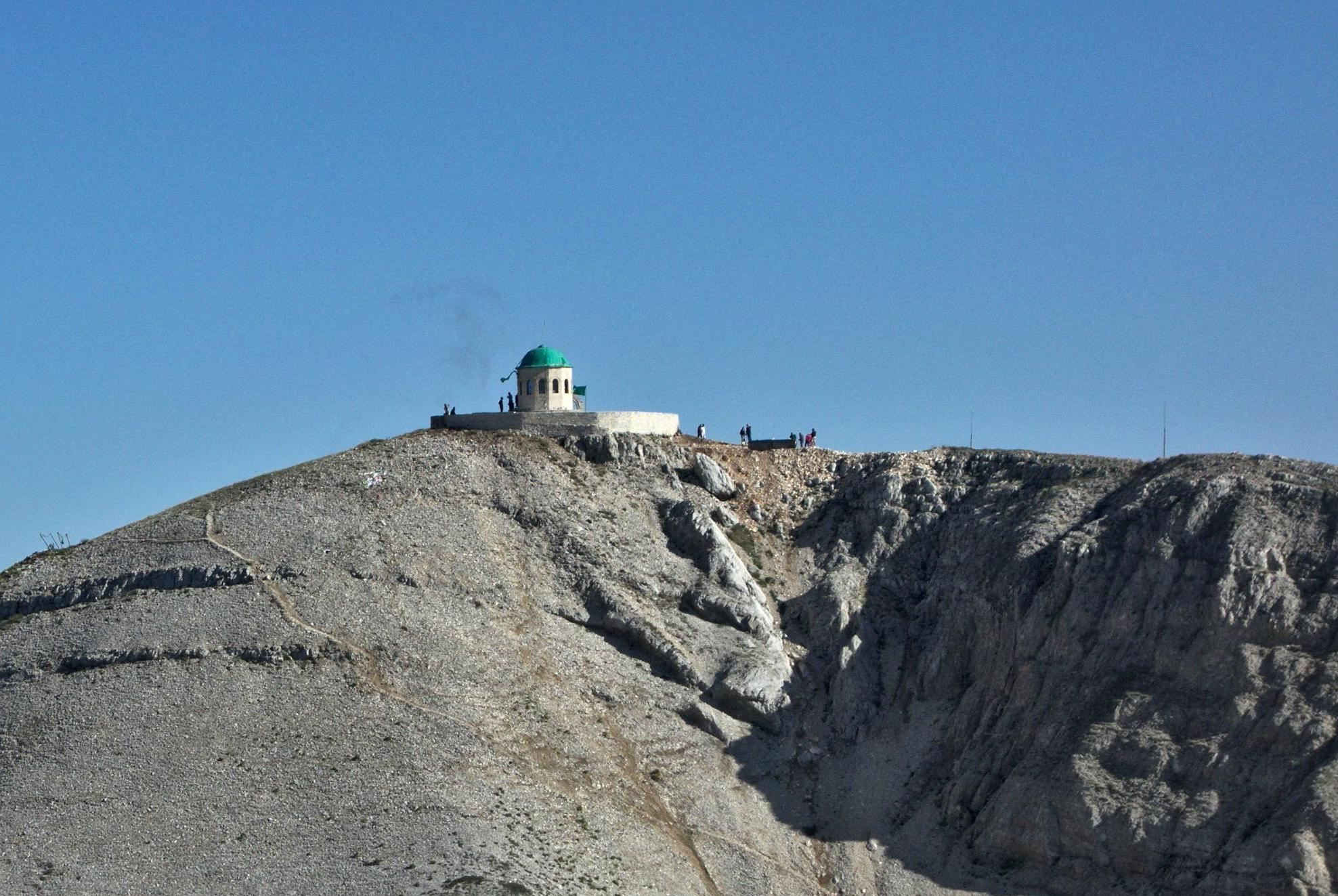
Bektaschi-Türbe auf dem Gipfel

Auf der Südspitze befindet sich das Grab des Abbas Ali, die Türbe des Abbas Ali. Die Pilgerstätte der Bektaschi wird auch Vater Tomorr genannt. Abbas Ali war ein Halbbruder von Husain, dem Enkel des Propheten Mohammed, die beide in der Schlacht von Kerbela starben. Abbas Alis Seele ließ sich im Glauben der Bektaschi nach seinem Märtyrertod auf dem Berg nieder, bevor sie in den Himmel stieg. Abbas Ali war zu Lebzeiten nie in Albanien gewesen.
Der Sufiorden der Bektaschi feiert Ende August (meist 20.–25. August) ein mehrtägiges Opferfest auf dem Tomorr, zu dem teilweise bis zu 10.000 Pilger kommen und den Berg hochfahren. Während der Zeit des kommunistischen Regimes unter Enver Hoxha war dies nicht gestattet. Religiöse Aktivitäten erfuhren erst nach dem Fall des Kommunismus Anfang der 1990er Jahre eine Wiederbelebung. Zentraler Bestandteil des religiösen Pilgerrituals ist das rituelle Opfern eines Schafes und der Besuch des Grabs von Abbas Ali.
Am Kulmak-Pass zwischen dem Südgipfel und dem Mali i Kulmakut steht die bekannte Tekke Abaz Ali, die Reisenden und Pilgern auch Unterkunft anbietet.
Christen pilgern an Mariä Himmelfahrt auf den Berg.